# Dubois (Wyoming)
Dubois város az USA Wyoming államában, Crook megyében. Lakosainak száma 911 fő (2020. április 1.).

## Népesség
A település népességének változása:

| 2010 | 971 |
| 2020 | 911 |